# Molovití
Molovití (Tineidae) je čeleď malých motýlů, kterou popsal poprvé v roce 1810 francouzský entomolog Pierre André Latreille. Na celém světě se vyskytuje přibližně 2500 druhů z této čeledi žijící v hnijícím dřevu, v houbách, v potravinách a vlněných tkaninách. Mezi nejznámější zástupce patří mol šatní, mol obilný či mol čalounový považovaní za domácí či hospodářské škůdce.

## Rozdělení
Molovití se dělí do několika podčeledí a rodů:

### Podčeledi
- Myrmecozelinae
- Meesiinae
- Dryadaulinae
- Scardiinae
- Nemapogoninae
- Tineinae
- Hapsiferinae
- Hieroxestinae
- Euplocaminae
- Teichobiinae
- Meessiinae (Capuse, 1966)
- Perissomasticinae
- Setomorphinae
- Stathmopolitinae

### Rody
- Apreta (Dietz, 1905)
- Archimeessia (Zagulajev, 1970)
- Dyotopasta (Busck, 1907)
- Hypoplesia (Busck, 1906)
- Kearfottia (Fernald, 1904)
- Phryganeopsis (Walsingham, 1881)
- Xylesthia (Clemens, 1859)